# Stammliste des thüringischen Adelsgeschlechts Gleichen
Die Stammliste des thüringischen Adelsgeschlechts Gleichen enthält die in der Wikipedia vertretenen Personen mit den wichtigen Zwischengliedern.
Die mangelhafte, oft fehlerhafte, Quellenlage betrifft den gesamten Zeitraum aller Familienzweige. Gesicherte Daten sind urkundlich genannt, Geburts- und Sterbedaten o. g. Zeiträume jedoch oft ungesichert und nach höchstmöglicher Wahrscheinlichkeit der oft abweichenden Datenquellen unter Vorbehalt zu betrachten. Es bleiben genealogische Details, sogar die Zuordnung von Mitgliedern des Hauses, ungeklärt.

## Die Grafen von Gleichen (1162–1345)
Der erste bekannte Vertreter des Hauses war Erwin I., Graf (1099), Graf in Thüringen (1114), Mönch zu Reinhardsbrunn, (* um 1040; † um 1116); ∞ () Helinburg von Lohra, gründet 1130 das Kloster Volkenroda, (* um 1080; † nach 1133; ▭ im Kloster Volkenroda), Tochter von Graf Beringer I. von Lohra (1060–1120) und N.N. (–), Erbin von Lohra. Sie hatten folgende Nachkommen:
A1. Ernst I., Graf von Tonna (1110), Graf in Thüringen (1114), Vogt von Erfurt (1120), Vogt vom Kloster St. Peter und Paul zu Erfurt (1134), Vogt vom Kloster Gerode (1143), (Burg-)Graf von Harburg (1139 und 1148), urkundlich 1108 bis 1150, († 29. Dezember 1151); ∞ () N.N. (–)
B1. Erwin II., Graf von Tonna, Vogt von Gerode (1154), Graf von Gleichen (1162), Graf von Thüringen (1167), Vogt vom Kloster Ohrdruf (1167), urkundlich 1154, († 7. September 1192; ▭ im Peterskloster, Erfurt); ∞ () N.N. († vor 11. November 1192; ▭ im Peterskloster, Erfurt)
C1. Lambert II. (III.), Graf von Erfurt (1191), Vogt vom Peterskloster und von Erfurt (1193), Graf von Gleichen (1195), urkundlich 1162, (* vor 1191; † 14. September 1227); ∞ Sophie von Weimar-Orlamünde, urkundlich 1223, († 3. September 1244), Tochter von Siegfried III. von Weimar-Orlamünde ((1155)–1206) und Sophie von Dänemark ((1159–1208))
D1. Ernst IV., Graf von Gleichen und Tonna (um 1233), (* vor 1212; † 16. Mai 1277 in Stolp; ▭ im Kloster Stolp); ∞ I: () Ingeborg Pedersdatter, († 1241), Tochter von Peder Strangesen (Ulfeldt), Herr von Kalundborg, (1174–) und Ingeborg Esbjernsdatter (Hvide), (1178–); ∞ II: (um 1252) Margrete Olufsdatter (Glug), (∞ II: () Token (–)), (* um 1204; † kurz nach 1266), Tochter von Oluf Glug, dänischer Schenk, (1178–) und Margareta N.N. (–)
E1.[I] Erwin III., Graf von Gleichen, (* 1249; † 7. September 1266)
E2.[I] Albert (Albrecht) I. (III.), Herr zu Tonna und Gleichen (1289), Domherr zu Würzburg (1257), Bürger von Erfurt (1277), urkundlich 1249, († 24. März 1290; ▭ im Peterskloster, Erfurt); ∞ () Cecilie (Margarete) Esbernsdatter (Udsen), urkundlich 1257 bis 1268, Tochter von Esbjern Vognsen (–) und Margarete Erlansdatter (Galen) (–)
F1. Gräfin Christina von Gleichen-Tonna, urkundlich 1292, († nach 18. September 1296); ∞ (I) Graf Heinrich VI.von Schwarzburg-Blankenburg (* vor 1285; ⚔ 11. November 1324 in der Mark Brandenburg), (∞ II: () Gräfin Utha (Oda) von Henneberg-Hartenberg, urkundlich 1331, († 1. April 1346; ▭ in Arnstadt), Tochter von Graf Poppo X. von Henneberg-Hartenberg (1286–1349) und Richza von Hohenlohe-Weikersheim (1305–1337)), Sohn von Graf Heinrich IV. (V.) von Schwarzburg (–1287) und N.N. (–nach 1267)
F2. Albert (Albrecht) III. (IV.), Herr zu Tonna (1290), urkundlich 1289 bis 1295
E3.[I] Gunnar
E4.[I] Christina; ∞ (vor 1282) Burggraf Otto II. von Dohna, († nach 7. April 1287), (∞ I: (vor 1282) Christiane von Schwarzburg, Tochter von Graf Günther IV. von Schwarzburg-Blankenburg (vor 1236–1274) und Sophie N.N. (–1287)), Sohn von Otto I. zu Dohna (–1239) und Hildegundis N.N. (–1282)
E5.[I] Engelburg (Ingeborg), († (1253) vor 1271; ▭ in Sorø); ∞ () Graf Heinrich I. von Blankenburg (* vor 1225; † 21. April 1275/27. März 1280), Sohn von Graf Siegfried II. von Blankenburg (–1238/1246), Graf von Regenstein. 1195 und Mechtild von Ampfurth (–)
E6.[II] Heinrich III., Ritter (1288), „der Ältere“ (1311), († nach 13. August 1317); ∞ () Lucia Svantepolksdotter (* vor 1262; † vor 25. Januar 1314), Tochter von Svantepolk Knutsson (1230–1310) und Bengta (Benedicta) Sunesdotter (–1261)
F1. Ernst (VI.), urkundlich 1306 bis 1310, (⚔ 1313 bei Kolding)
F2. Albert IV., urkundlich 1312
F3. Heinrich V., urkundlich 1306, († 1345 im heiligen Land; ▭ St. Peter und Paul, Erfurt)
F4. Graf Hermann I. von Gleichen-Tonna, Schultheiß zu Ohrdruf (1332), „der Jüngere“ (1314), urkundlich 1301, († 18. Mai 1345 in Nürnberg; ▭ St. Peter und Paul, Erfurt); ∞ (vor 24. Februar 1325) Gräfin Sophie von Honstein, urkundlich 1305 bis 1343, (* um 1301; † nach 22. April 1343), Tochter von Graf Dietrich II. (III.) von Honstein-Klettenberg (1245–1309) und Sophie von Anhalt-Bernburg (1259–1322); Nachkommen siehe hier
F5. Mechthild, († 1354; ▭ in der Klosterkirche St. Peter und Paul, Erfurt); ∞ () Friedrich von Heldrungen, urkundlich 1280, (* vor 1308; † nach 26. April 1346)
E7.[II] Regitza, († nach 1333; ▭ in Sorø); ∞ () Peder Jensen (Galen), Ritter zu Ganløse und Gaeldko, urkundlich 1295 bis 1307, Sohn von Jens Nielsen (Galen) (–1320) und Christine N.N. (–)
D2. Adalbert (Albert), Domherr (1225), Propst von St. Nicolai (1235), Propst zu Magdeburg (1236), (⚔ 10./11. Mai 1238 vor Biederitz)
D3. Heinrich I., Herr in Velseck und Vogt von Erfurt (1234), Graf von Gleichenstein (1246), (* 1212; † 20. Januar 1257; ▭ im Peterskloster, Erfurt); ∞ () Gräfin Mechtild von Schwerin, urkundlich 1235 bis 1236, († nach 1. Juni 1263), Tochter von Graf Heinrich I. von Schwerin (1155–1228) und Herzogin Margareta (Audacia) von Pommern-Schlawe (1190/1195–1270)
E1. Heinrich II., Graf von Gleichenstein, urkundlich 1259, († 18. November 1261)
E2. Albert II. (Albrecht), Graf von Gleichenstein (1262), Domherr zu Würzburg (1257–1272), († nach 1283); ∞ (vor 28. April 1268) Mechtild N.N., urkundlich 1274
F1. Heinrich IV., Graf von Gleichenstein (1288), minorenn (1274–1290), Vogt von Erfurt (–1290), verkauft am 13. November 1294 in Fritzlar die Ämter Gleichenstein, Scharfenstein und Birkenstein für 1100 Mark fein Silber und 500 Mark Freiberger Silber nach Erfurter Gewichten an den Mainzer Erzbischof Gerhard II. von Eppstein, († nach 12. Juli 1301 vor 1307)
E3. Ernst V., Domherr zu Würzburg (1271–1272), urkundlich 1257 bis 1273
E4. Gunzelin, Franziskaner Mönch (1291–1292), urkundlich 1263, († 1336)
E5. Hermann, Domherr zu Magdeburg (1278–1288), Domherr zu Schwerin (1280–1289), Domherr zu Mainz (1287–1317), Domherr zu Würzburg (1287), Propst zu Demmin, Domkantor zu Schwerin, Kantor von St. Simon und Juda zu Goslar und Propst von St. Peter zu Mainz
E6. Sophia, urkundlich 1268 bis 1306; ∞ (vor 28. April 1268) Graf Friedrich V. von Beichlingen und Lohra, urkundlich 1251 bis 1282, (* vor 1251; † vor 30. Juli 1287), Sohn von Graf Friedrich III. von Beichlingen und Lohra (–) und N.N.
E7. Konrad, Franziskaner Mönch, patruus (Onkel (Vatersbruder)) von Graf Heinrich von Gleichenstein (20. Dezember 1291)
E8. Mechthild, urkundlich 1268 bis 1306; ∞ () Hartmann VII. von Lobdeburg, genannt von Leuchtenburg, urkundlich 1254 bis 1278, Sohn von Hermann VI. von Lobdeburg, genannt von Leuchtenburg (–nach 1256) und Mechthild von Querfurt (1205/1210–nach 1254)
E9. Lambert, urkundlich 1274
D4. Hermann, Elekt von Hildesheim (1247–1249), Propst von St. Cyriakus, Braunschweig (1242–1249), Elekt (1251), Bischof von Cammin (1254–1288), († 18. Oktober 1288/4. Februar 1289; ▭ in Cammin)
D5. Lambert, Propst von St. Marien, Erfurt (1248–1303), Domherr (1254–1305), Propst von Neumünster (1258), Archidiakon zu Würzburg (1293), († 12./15. Juni 1305)
D6. Adela, urkundlich 1254 bis 1259, († vor 1266); ∞ () Graf Ludwig I. von Everstein (1224–1284), urkundlich 1244, (* vor 1206; † 15. September 1284), Sohn von Graf Albrecht III. von Everstein (1160–1217) und Agnes von Wittelsbach (–1218)
D7. Sophia, († vor 14. Dezember 1267)
C2. Ernst III., Graf von Gleichen (1196), Graf von Velseck (1200), Vogt vom Kloster Reifenstein (1201), urkundlich 1162 bis 1228, (* vor 1162; † 7. September 1226/1230); ∞ () Bertha von Lohra (* vor 1200; † nach 1211), Tochter von Graf Beringer II. von Lohra (1188) und Stein, Vogt von Bischofstein, (vor 1162–1190/1197) und Bertha von Ammensleben (–nach 1162)
D1. Adela, urkundlich 1222, († vor 10. Oktober 1224); ∞ () Graf Burchard von Scharzfeld und Lauterberg, († 25. Februar (1228/1234)), (∞ II: (vor 21. Januar 1222) Adelheid von Ziegenhain, († nach 26. Februar 1226), Tochter von Graf Rudolf II. von Ziegenhain (vor 1165–1188/1189) und N.N. von Nidda (–); ∞ II: () Ulrich I., Herr von Münzenberg, (* vor 1211; † 27. Februar 1240), Sohn von Kuno I. von Münzenberg (vor 1151–1210/1212) und Luckharde von Nürings (–1174)), Sohn von Graf Sigebodo von Scharzfeld und Lauterberg (–nach 1192) und N.N. (–)
D2. Tochter, urkundlich 1209
C3. Tochter; ∞ (vor 11. November 1192) Poppo von Wasungen, urkundlich 1179 bis 1196, (* vor 1176; † (1198/1199)), Sohn von Gotebold III. von Wasungen ((1107)–nach 1164)
C4. Tochter; ∞ (vor 11. November 1192) Graf Dietrich II. von Berka († nach 1225)
B2. Ernst II., (Burg-)Graf von Harburg (1154), Vogt von Gerode (1157), gründet das Kloster Reifenstein (1162), urkundlich 1152, († 1170, enthauptet); ∞ () Guda N.N., urkundlich 1152 bis 1191, († nach 1191)
C1. Töchter, urkundlich 1162 bis 1191
B3. Helenburg, urkundlich 1188; ∞ () Graf Friedrich I. von Beichlingen, Graf von Beichlingen um 1141/1157, († vor 18. Dezember 1169)
A2. Lambert I., Graf von Tonna (1134), Graf von Berg (de Monte) (1147), urkundlich 1125, (* um 1100; † 13. Oktober 1149 in Erfurt; ▭ im Kloster Volkenroda); ∞ () Mechtild von Are (* um 1115), (∞ I: () N.N., Witwe (1146)), Tochter von Graf Theodoricus von Are (1085–1126) und N.N. (von Sponheim) (1089–1120)
B1. Lambert, „der Jüngere“, Graf (1150), urkundlich 1150 bis 1151, († nach 1152)
B2. Mechthild oder Mathilde, urkundlich 1146 bis 1149, (* um 1130; † um 1200); ∞ () Burchard III. von Querfurt, Burggraf Burchard II. von Magdeburg (1161/1162–1177/1178), Vogt vom Kloster Neuwerk (1164), urkundlich 19. Juni 1155 bis 4. Oktober 1177, (* um 1125/1130; † nach 4. Oktober 1177 vor 30. Juni 1178), Sohn von Burchard II. von Querfurt (1100–1161) und N.N. (von Magdeburg) (–)
B3. Tochter, urkundlich 1151
A3. Bruning (Bruno), Mönch im Kloster Volkenroda, Domherr und Domkämmerer zu Hildesheim, († 3./5. April 1149 in Volkenroda; ▭ ebenda)
A4. Beatrix († 1120); ∞ () Graf Poppo II. von Henneberg, Stammvater mehrerer Nebenlinien (Popponische Linie), die nicht den Grafentitel führten und bald wieder erloschen (Herren von Frankenstein, Lichtenberg, Wasungen, Irmelshausen, Sternberg), (* vor 1096; † (20./21.) August 1118), Sohn von Graf Poppo I. von Henneberg (1040–1078) und Hildegard von Schauenburg (–1104)

## Die Grafen von Gleichen in Tonna, Gleichen und Blankenhain im 14. und 15. Jahrhundert
Graf Hermann I. von Gleichen-Tonna, Schultheiß zu Ohrdruf (1332), „der Jüngere“ (1314), urkundlich 1301, († 18. Mai 1345 in Nürnberg; ▭ St. Peter und Paul, Erfurt); ∞ (vor 24. Februar 1325) Gräfin Sophie von Honstein, urkundlich 1305 bis 1343, (* um 1301; † nach 22. April 1343), Tochter von Graf Dietrich II. (III.) von Honstein-Klettenberg (1245–1309) und Sophie von Anhalt-Bernburg (1259–1322); Sie hatten folgende Nachkommen:
A1. Graf Heinrich VI. von Gleichen-Tonna, urkundlich 1343, (* vor 1343; † nach 6. Februar 1379); ∞ I: () Jutta von Querfurt, urkundlich 1367, († nach 31. Oktober 1370), Tochter von Bruno III. von Querfurt (1280–1345) und Mechtild von Barby (–); ∞ II: () N.N. (–)
B1. Johann I., urkundlich 1368 bis 1385
B2. Ernst VII., in Tonna (1385), zu Döllstädt und Ufhausen (1408), „der Jüngere“ (1379), „der Ältere“ (1395), urkundlich 1378, († zw. 27. August 1414 und 10. Januar 1415); ∞ I: (vor 29. November 1386) Agnes von Barby, († vor 25. April 1395), Tochter von Günther IV. von Barby, Graf von Mühlingen, (–1404) und Konstantia N.N. (–1372); ∞ II: (25. April 1395) Elisabeth von Waldeck, urkundlich 1391, († nach 22. Juli 1423 vor 1437), (∞ I: () Graf Hermann VII. von Everstein-Polle († vor 1393), Sohn von Graf Hermann III. von Everstein und Polle (vor 1305–1350/1351) und Adelheid zur Lippe (1298–nach 1324)), Tochter von Graf Heinrich VI. (IV.) von Waldeck (um 1340–1397) und Elisabeth von Jülich-Berg (vor 1353–nach 1388)
C1.[II] Graf Friedrich von Gleichen, Herr in Tonna, Generalleutnant, (†† ⚔ 15. Juni 1426 bei Aussig); ∞ (vor 15. Juli 1399) Mechtildis N.N. (–)
C2.[II] Graf Erwin von Gleichen, urkundlich 1402, (†† ⚔ 15. Juni 1426 in der Schlacht bei Aussig)
C3.[II] Graf Adolf I. von Gleichen, Herr in Tonna, Deutscher Orden-Söldnerhauptmann in Preußen (1454), urkundlich 1414 bis 1456, († 1./6. Oktober 1456); ∞ () Agnes von Hohnstein zu Heldrungen, urkundlich 1418 bis 1458, (∞ I: (vor 30. Januar 1418) Graf Friedrich XV. (X.) von Beichlingen (* um 1395; ⚔ 12. Juni 1426 in der Schlacht bei Aussig); Sohn von Graf Friedrich XIV. von Beichlingen-Wiehe (1350–1426) und Helene von Meissen (1360–1393)), Tochter von Heinrich VI. (IX.) von Honstein-Kelbra (–) und Margarete von Weinsberg (–nach 1432)
D1. Gräfin Anna von Gleichen, († 22. März 1481); ∞ () Bruno VI. (VIII./XI.) von Querfurt, Herr zu Querfurt (1439), Herr zu Burg Wippra (–1442), Herr zu Artern (–1448), Herr zu Vitzenburg (–1464), Herr zu Allstedt (–1471), minorenn (1426–1440), „der Ältere“ (1474), (* nach 1418; † 26. Februar 1496, an der Pest), (∞ II: (nach 22. März 1481) Gräfin Elisabeth von Mansfeld (* um 1444 in Schraplau; † 18. September 1482 in Querfurt; ▭ in der Schlosskirche Querfurt), (∞ I: (Kontrakt 27. März 1454 in Alsleben; Dispens 6. September 1454) Fürst Albrecht V. von Anhalt-Köthen, (* um 1419; † 9. Januar 1475; ▭ im Kloster Coswig), Sohn von Fürst Albrecht IV. von Anhalt-Köthen (–1423) und Elisabeth von Querfurt (–1452)), Tochter von Graf Günther II. (III.) von Mansfeld (–1475) und Gräfin Anna von Honstein (1415–nach 1450)), Sohn von Protze I. (III.) (Broczo) von Querfurt (1370–1426) und Gräfin Agnes von Beichlingen (nach 1393–1441)
C4.[II] Gräfin Anna von Gleichen, († nach 1. Dezember 1431 vor 1435); ∞ (um 1422) Graf Volrad I. (II.) von Mansfeld, Herr zu Rammelburg (vor 1430), Herr zu Hettstedt (1439), Herr zu 1/2 Wippra (1440) und zu 1/2 Friedeburg (1442), urkundlich 1383, (* (1380); † zw. 16. August 1450 und 14. Dezember 1450), (∞ II: (um 1435) Margaretha von Schlesien-Glogau-Sagan (* (1415/1425); † nach 9. Mai 1491 in Salzderhelden), (∞ II: (nach 16. August 1450) Graf Heinrich XI. von Honstein-Klettenberg († 1454), Sohn von Graf Ernst I. von Honstein-Klettenberg (–1426) und Gräfin Anna (Sophie) zu Stolberg (–1436); ∞ III: (vor 27. Juni 1457) Herzog Heinrich III. von Braunschweig-Grubenhagen (* um 1416; † zw. 27. Mai 1464 und 20. Dezember 1464 in Grubenhagen), Sohn von Herzog Erich I. von Braunschweig-Grubenhagen (1382–1427) und Elisabeth von Braunschweig-Göttingen (1379–1444)), Tochter von Herzog Johann I. von Schlesien-Glogau-Sagan (1385–1439) und Scholastika von Sachsen-Wittenberg (1394–1463), Sohn von Gebhard IV. (III.) von Mansfeld (–1382) und Gräfin Elisabeth von Käfernburg (–1382)
B3. Katharina († nach 1411); ∞ (vor 5. November 1383) Graf Friedrich V. (IV.) von Orlamünde, Herr zu Droyssig, urkundlich 1378, († zw. 2. August 1402 und 15. April 1405), Sohn von Heinrich IV. (III.) von Weimar-Orlamünde (–1345/1354/1357) und Richza von Henneberg (–nach 1379)
B4. Heinrich, Propst zu Jechaburg (1384–1386)
B5. Agnes, urkundlich 1403 bis 1427, († vor 18. Oktober 1427); ∞ () Graf Heinrich IV. von Wernigerode, († 3. Juni 1429), Sohn von Konrad IV. von Wernigerode (1310–1373) und Elisabeth von Honstein (um 1312–)
B6. Graf Heinrich VII. von Gleichen, zu Heimburg (1405), immatrikuliert an der Universität Bologna (1387), Probation am Kölner Dom, urkundlich 1378, († nach 10. April 1414); ∞ I: (vor 16. März 1405) Irmgard von Regenstein, urkundlich 1394 bis 1414, († nach 14. Mai 1414), (∞ I: () Graf Gerhard III. von Beichlingen-Rotenburg, († 1381/1394), Sohn von Graf Friedrich von Beichlingen-Rotenburg (–) und Elisabeth von Anhalt-Aschersleben (–)), Tochter von Graf Ulrich VI. von Regenstein (–1365/1375) und N.N. (–); ∞ II: () Katharina von Blankenhain, († nach 1427), (∞ II: () Graf Wilhelm von Weimar-Orlamünde-Lauenstein, (* vor 1395; † zw. 15. Oktober 1450 und 3. März 1460), Sohn von Graf Otto VIII. (X.) von Weimar-Orlamünde (–1404) und Lukardis von Gera (1335–1399/1415)), Tochter von Ludwig von Blankenhain und Tannrode (–nach 1411) und Anna von Schönburg-Crimmitschau (–1382)
C1.[I] Graf Ernst IX. von Gleichen, Herr zu Blankenhain und Altenberga (1416), Herr zu Remda, Schauenforst und Krakendorf (1432), kursächsischer Geheimrat, Gouverneur von Luxemburg (1439), Amtmann zu Weida (1457), urkundlich 1415 bis 1458, (* (1406); † vor 1461); ∞ (um 1439) Elisabeth Vitzthum von Apolda, Herrin in Remda (1461), urkundlich 1453 bis 1492, (* (1415); †. 1492), Tochter von Apel II. Vitzthum von Apolda ((1379–1438)) und Klara von Bernwalde ((1381–1443)); Nachkommen siehe hier
C2.[I] Heinrich VIII., minorenn (1423), Hauptmann von Erfurt (1443–1447 und 1453), (; ⚔ 1463)
C3.[I] Graf Ludwig I. von Gleichen, Herr in Blankenhain (1416), Herr in Kranichfeld und Tannroda (1435/1436), Herr in Ehrenstein (1450), urkundlich 1415, (* um 1410; † 25. April 1467; ▭ im Peterskloster, Erfurt); ∞ I: (1442) Gräfin Ursula von Schwarzburg-Wachsenburg, Erbin von Ehrenstein, (* um 1410; † 1461), (∞ I: (um 1428) Graf Gebhard V. von Mansfeld (* um 1391; † 25. Juli 1438), Sohn von Graf Günther I. (II.) von Mansfeld ((1360)–1412) und Gräfin Elisabeth von Honstein zu Klettenberg (–nach 1412)), Tochter von Graf Günther XXXII. (XVIII.) von Schwarzburg-Wachsenburg (–1450) und Gräfin Mechthild von Henneberg-Schleusingen (–1425); ∞ II: (1457) Katharina von Waldenburg, (* um 1430; † 27. Juli 1494; ▭ in Blankenhain), (∞ I: () Friedrich von Biberstein, Herr zu Beeskow und Storkow, († 27. August 1448), Sohn von Johann von Biberstein (–1442) und N.N. von Colditz (–nach 1407)), Tochter von Heinrich IV. von Waldenburg (–nach 1435) und Constantia von Meißen (–nach 1423); Nachkommen siehe hier
A2. Lucia, Nonne (1365–1367), Äbtissin vom Kloster Ichtershausen (1383)
A3. Else, Nonne im Kloster Ichtershausen (1365–1367), auch genannt „Elsa“ oder „Elisabeth“, (* (1348)); ∞ () Freiherr Bertholdo von Steinegg zog 1404 im Gefolge von Herzog Ludwig von Schweidnitz nach Jerusalem, (* (1365/1375)), Sohn von Freiherr Ambrosius von Steinegg ((um 1335–)) und Anna von Veringen ((1339–))
A4. Dorothea, († 3. Dezember 1385; ▭ in der St. Johanniskirche, Barby); ∞ (nach 1372) Günther IV. von Barby, Graf von Mühlingen, urkundlich 1341, († 18. August 1404; ▭ in der St. Johanniskirche, Barby), (∞ I: () Konstantia N.N. († 25. April 1372)), Sohn von Albrecht V. von Barby, Graf von Mühlingen, (–1332) und Jutta von Schwarzburg-Blankenburg (1306–1352)
A5. Graf Ernst I. (VI./VII.) von Gleichen, zu Wechmar und Ohrdruf (1351), in Gleichen (1385), „der Ältere“ (1379), urkundlich 1343, († zw. 11. Juli 1394 und 25. März 1395); ∞ I: () Lutgard N.N. († nach 31. Oktober 1370); ∞ II: (zw. 23. März 1374 und 27. Januar 1379) Agnes von Colditz, urkundlich 1374 bis 1385, († vor 1. Juni 1391), Tochter von Thimo VI. von Colditz (1338–1362/1363) und Bertha von Wildenfels (–)
B1.[I] Hermann II., Graf (1388–1399)
B2.[II] Ernst VIII., in Gleichen, „der Jüngere“ (1398–1414), „der Ältere“ (1420), urkundlich 1390, General des thüringischen Fußvolkes, (⚔ 16. Juni 1426 bei Aussig); ∞ I: (24. Juni 1391) Anna von Schwarzburg, urkundlich 1397, († vor 1421), Tochter von Graf Günther XVII. von Schwarzburg und Ilmenau (–1397) und Anna von Falkenstein (–vor 1420); ∞ II: () N.N. von Tannrode († ), Tochter von Konrad von Tannrode, Herr zu Straußfurt, (1330–1393/1394) und Irmgard von Honstein-Heringen (1332–1366/1367); ∞ III: (23. Februar 1421 vor 20. Dezember 1421) Margarete von Henneberg-Schleusingen (* 1386; † vor 23. Oktober 1427), (∞ I: (23. Januar 1399?/1408) Graf Günther XIV. (XXVIII.) von Schwarzburg-Blankenburg, zu 1/2 Arnstadt, zu Pössneck und Ranis. 1389, zu Saalfeld (1388–1389), Herr zu Rudolstadt und Ehrenstein, HRR-Hofrichter (1414–1418), minorenn (1362–1376), urkundlich 1362, (* um 1362; † 30. April 1418, ertrunken im Bodensee; ▭ in der Augustinerkirche Konstanz), Sohn von Graf Heinrich XII. (X.) von Schwarzburg-Arnstadt (1325–1372/1373) und Agnes von Honstein (–1382/1389)), Tochter von Graf Heinrich X. von Henneberg-Schleusingen (1350/1352–1405) und Mathilde von Baden (1368–1425)
C1.[II] Graf Konrad (Curd) von Gleichen, zu Torgelow (1451), Burchard von Werberg nennt ihn 1460 seinen Oheim, geistlich (1424), Pförtner zu Werden (1432–1441), Dompförtner zu Köln (1439), Abt vom Kloster Werden (1452–1474, resigniert), († 16. Januar 1478 auf Hof Hetterscheid „Abtsküche“, Heiligenhaus)
C2.[II] Hans (Johann), Deutscher Orden Diplomat, Komtur von Rehden (1441 und 1452), Komtur von Bütow (1448 bis 1450), Pfleger von Lochstädt (1451 und 1454 bis 1456), Hauptmann von Königsberg (1455), Hauptmann von Konitz (1459), Hauptmann von Lauenburg (1463 bis 1468), († nach 12. Juni 1474)
C3.[(III)] Gräfin Margarete von Gleichen, Äbtissin vom Stift Herford (1443), († nach 24. Januar 1474)
C4.[III] Graf Siegmund I. von Gleichen (1426), Herr in Tonna (1456), „der Ältere“ (1458), urkundlich 1431, (* 1421; † 8. März 1494 in Tonna; ▭ in der Peterskirche, Erfurt); ∞ I: (145(3)) Agnes von Querfurt († 1461; ▭ in der Peterskirche, Erfurt), Tochter von Protze I. (III.) (Broczo) von Querfurt (1370–1426) und Gräfin Agnes von Beichlingen (nach 1393–vor 1441); ∞ II: (1462) Gräfin Katharina von Schwarzburg-Blankenburg (* 2. Februar 1442; † 9. November 1484; ▭ in der Peterskirche, Erfurt), (∞ I: (5. November 1458 in Arnstadt) Graf Burchard VII. von Mansfeld (* um 1434; † 23. September 1460 in Arnstadt), Sohn von Graf Volrad I. (II.) von Mansfeld ((1380)–1450) und Gräfin Anna von Gleichen (–vor 1435) oder Margaretha von Schlesien-Glogau-Sagan ((1415/1425)–1491)), Tochter von Graf Heinrich XXI. (XXVI.) von Schwarzburg-Blankenburg (1418–1488) und Elisabeth von Kleve (1420–1488); Nachkommen siehe hier
C5.[III] Gräfin Konstantia von Gleichen; ∞ (1457) Ludwig Schenk von Tautenburg zu Gottmannsgrün, Amtmann zu Eisenberg, minorenn (1425–), urkundlich 1494, (* vor 1425; † vor 1. September 1496), Sohn von Rudolf „der Jüngere“ Schenk von Tautenburg (um 1364–1425) und Agnes Reuß von Plauen (um 1420–)
C6.[III] Gräfin Sophia von Gleichen, Dechantin (1440–1459), Äbtissin vom Frauenstift Essen (1459–1487), († 5. August (1487))
C7.[III] Adolf II., urkundlich 1440 bis 1468
B3.[II] Gräfin Agnes von Gleichen; ∞ () Protze I. (III.) (Broczo) von Querfurt, Herr zu Burgscheidungen (1401), Herr zu Vitzenburg (–1426), urkundlich 1396, (* um 1370; ⚔ 15. Juni 1426 in der Schlacht bei Aussig), (∞ II: () Gräfin Agnes von Beichlingen (* nach 1393; † vor 30. Juni 1441), Tochter von Graf Friedrich XIV. von Beichlingen-Wiehe (–1426) und Gräfin Mechtild (Mathilde) von Mansfeld (1375–1447)), Sohn von Graf Gebhard XI. von Querfurt (1320–1383) und Gräfin Mechtild von Schwarzburg-Blankenburg (1350–1370)
B4.[II] Konstantina, Nonne zu Stadtilm (1390), Äbtissin im Kloster Paulinzella (1396)
B5.[II] Margareta, Nonne im Kloster Tüllstedt (Döllstedt bei Langensalza) (1421)

## Die Grafen von Gleichen in Remda (erloschen 1596)
Ernst IX. von Gleichen, Herr zu Blankenhain und Altenberga (1416), Herr zu Remda, Schauenforst und Krakendorf (1432), kursächsischer Geheimrat, Gouverneur von Luxemburg (1439), Amtmann zu Weida (1457), urkundlich 1415 bis 1458, (* (1406); † vor 1461); ∞ (um 1439) Elisabeth Vitzthum von Apolda, Herrin in Remda (1461), urkundlich 1453 bis 1492, (* (1415); †. 1492), Tochter von Apel II. Vitzthum von Apolda ((1379–1438)) und Klara von Bernwalde ((1381–1443)); Sie hatten folgende Nachkommen:
A1. Graf Erwin V. von Gleichen, Herr zu Blankenhain, Altenberga und Schauenforst, Herr zu Remda (1481), urkundlich 1452, (†† 12. Februar 1497; ▭ St. Peter und Paul, Erfurt); ∞ (1461) Agnes von Regenstein († 1490; ▭ in Remda), Tochter von Graf Ulrich VIII. (XV./IX.) von Regenstein und Blankenburg (vor 1460–1524) und Anna von Honstein-Vierraden (–1539)
B1. Gräfin Katharina von Gleichen-Remda, urkundlich 5. Februar 1488 bis 14. Februar 1506, († nach 1509); ∞ (5. Februar 1488) Heinrich XII., „der Mittlere“ Reuß von Plauen, Herr zu Greiz (1476–1485), Herr zu Kranichfeld (1476–1529), erhält in den Landesteilungen von 1485 und 1502 Ober-Kranichfeld und die Herrschaft Schauenforst, welche ca. 1497 von den Grafen von Gleichen verkauft war, tritt 1529 seinen Besitz an seinen Bruder Heinrich XIII. ab, wohnt zuletzt in Heilingen bei Kahla, urkundlich 28. Februar 1476, (* um 1459; † vor 29. September 1539), Sohn von Heinrich IX., „der Ältere“ Reuß von Plauen (um 1410–vor 1476) und Freiin Magdalene zu Schwarzenberg (um 1426–nach 1485)
A2. Graf Ernst X. (XI./XII.) von Gleichen, Herr zu Blankenhain und Altenberga, Herr zu Schlackenwerth (–1490), Herr zu Petschau (1489), urkundlich 1457, (* (1432); † 27. Januar 1492; ▭ St. Peter und Paul, Erfurt); ∞ () Katharina (Christiane) von Riesenburg, urkundlich 1465 bis 1497, (* (1441); †. 1498)
B1. Graf Ernst XI. (XIII./XIV.) von Gleichen, in Remda und Blankenhain (1492), urkundlich 1477, († 1504); ∞ (1498, Kontrakt 1499) Margarethe Schenkin von Tautenburg (* um 1475; † nach 8. Mai 1523), Tochter von Hans Schenk von Tautenburg (1435–1501) und Anna Reuß von Plauen (um 1452–nach 1501)
C1. Graf Johann II. von Gleichen, in Remda, (* um 1504; † 16. Juli 1545; ▭ in Remda); ∞ I: () Hedwig von Gera, urkundlich 24. Oktober 1510, (* 1502; † 1531 in Gera; ▭ in der Johanniskirche ebenda), Tochter von Heinrich XIV., „der Ältere“ von Gera (1471–1538) und Magdalena von Minitz auf Lischkow in Böhmen (1469/1474–1510/1515); ∞ II: (6. Mai 1533) Gräfin Anna von Gleichen, urkundlich 1533 bis 1554, († nach 1554), (∞ I: ((9. August) 1526) Hans „der Ältere“ Schenk von Tautenburg, herzoglich sächsischer Rat, († nach 14. März 1529)), Tochter von Graf Siegmund II. von Gleichen-Tonna (vor 1470–1525) und Gräfin Elisabeth von Isenburg-Büdingen (1460–)
D1. [I] Gräfin Margareta von Gleichen, urkundlich 1539, († 10. März 1570; ▭ in Höckelheim); ∞ (4. Februar 1554 in Gera) Christoph von Plesse (* 10. August 1535; † 18. Juli 1567), Sohn von Dietrich IV., Edler Herr von Plesse (um 1499–1571) und Katharina Reuß von Plauen (1531–vor 1556)
D2. [I] Gräfin Anna von Gleichen, urkundlich 1539, († 22. April 1570 in Waldenburg); ∞ (22. April 1556) Freiherr Hugo I. von Schönburg zu Lichtenstein und Neu-Schönburg, (* 8. September 1530 in Glauchau; † 4. Februar 1566 in Waldenburg), Sohn von Freiherr Ernst III. von Schönburg zu Waldenburg (1486–1534) und Burggräfin Amabilia von Leisnig (1508–1569)
D3. [II] Graf Johann IV. von Gleichen, in Remda, immatrikuliert an der Universität Jena (1549), († 28. März 1567 in Remda; ▭ ebenda); ∞ (1558) Katharina von Plesse (* 16. August 1533; † zw. 5. Juli 1581 und 13. Januar 1606), (∞ II: (19. April 1572 in Saalfeld) Simeon Ungnad, Freiherr von Sonnegg auf Waldenstein, herzoglich sächsischer Kammerherr, (* um 1530; † 14. April 1603/Mai 1607), Sohn von Johann IV. Ungnad von Weissenwolf, Freiherr zu Sonneg, (1493–1564) und Freiin Anna von Thurn auf Friedrichstein (–)), Tochter von Dietrich IV., Edler Herr von Plesse (um 1499–1571) und Katharina Reuß von Plauen (1531–vor 1556)
E1. Gräfin Elisabeth von Gleichen, urkundlich 1570, (* 2. Oktober 1560; † vor 4. April 1581 in Saalfeld)
E2. Gräfin Anna (Katharina) von Gleichen, († 3. März 1598; ▭ in Birstein); ∞ (26. September 1585 in Birstein) Graf Wolfgang Ernst I. von Isenburg-Büdingen in Birstein, Burggraf von Gelnhausen, (* 29. Dezember 1560 in Birstein; † 20. Mai 1633 in Birstein; ▭ in Büdingen), (∞ II: (16. April 1603) Gräfin Elisabeth von Nassau-Dillenburg (* 24. Januar 1564 in Dillenburg; † 5. November 1611 in Frankfurt am Main), Tochter von Graf Johann VI. von Nassau-Dillenburg (1536–1606) und Landgräfin Elisabeth von Leuchtenberg (1538–1579); ∞ III: (19. April 1616 in Hachenburg) Gräfin Juliane zu Sayn-Wittgenstein (* 26. Februar 1583; † 8. Februar 1627), Tochter von Graf Ludwig I. von Sayn-Wittgenstein (1532–1605) und Gräfin Elisabeth zu Solms-Laubach (1549–1599); ∞ IV: (1628) Sabine von Salveld, († 1635 in Hanau; ▭ in Wenings)), Sohn von Graf Philipp II. zu Isenburg-Büdingen in Birstein (1526–1596) und Irmengard zu Solms-Braunfels (1536–1577)
E3. Graf Georg Rudolf von Gleichen, immatrikuliert an der Universität Jena (1573), in Remda (1587), (* 1562/1563; † 26. März 1596; ▭ in Remda)
→ Linie erloschen – Remda etc. fällt an die jüngere Linie
E4. Gräfin Ursula von Gleichen, († 20. September 1625 in Hungen; ▭ in der Evangelischen Stadtkirche Hungen) ∞ I: (19. September 1585 in Wächtersbach) Graf Wolfgang von Isenburg-Büdingen in Kelsterbach (* 12. Juni 1533 auf Burg Ronneburg; † 20. Dezember 1597 in Kelsterbach; ▭ ebenda), (∞ I: () Gräfin Johannette von Hanau-Lichtenberg (* (4. April/23. Mai) 1543; † 3. Dezember 1599), Tochter von Graf Philipp IV. von Hanau-Lichtenberg (1514–1590) und Eleonore von Fürstenberg (1523–1544); ∞ II: ((15./16.) Dezember 1577) Gräfin Ursula von Solms-Braunfels (* 1535; † 21. Januar 1585 in Kelsterbach), Tochter von Graf Philipp von Solms-Braunfels (1494–1581) und Gräfin Anna von Tecklenburg (–1554)), Sohn von Graf Anton von Isenburg-Kelsterbach (1526–1560) und Elisabeth von Wied (nach 1505–1542) ∞ II: (12. Februar 1604 in Birstein) Graf Otto zu Solms-Braunfels in Hungen (* 3. Januar 1572 in Braunfels; ⚔ 23. Juli 1610 in der Schlacht bei Molsheim; ▭ in der Heiliggeistkirche, Heidelberg), Sohn von Graf Conrad von Solms-Braunfels (1540–1592) und Gräfin Elisabeth von Nassau-Dillenburg (1542–1602)
E5. Gräfin Walburgis von Gleichen, urkundlich 1684
D4. [II] Graf Asmus von Gleichen, urkundlich 1549 bis 1567
D5. [II] Gräfin Elisabeth von Gleichen, Pröpstin im Stift Gernrode (1548–1558), Äbtissin von Gernrode (1558–1564), († 19. Dezember 1564 in Gernrode)
D6. [II] Gräfin Magdalena von Gleichen, Pröpstin im Stift Gernrode (1558–), († 12. Januar 1571; ▭ in Frauenprießnitz); ∞ (vor 1561) Georg Schenk von Tautenburg (* 1537; † 1. Oktober 1579; ▭ in Frauenprießnitz), Sohn von Hans Schenk von Tautenburg (–1551) und N.N. (–)
C2. Gräfin Elisabeth von Gleichen, († nach 1539); ∞ (1526) Anarg von Wildenfels zu Ronneburg, Confessio Augustana, (* um 1490 in Wildenfels; † vor 4. Oktober 1539 in Altenburg), Sohn von Heinrich von Wildenfels (–nach 1528) und Margareta von Dohna (–)
C3. Gräfin Anna von Gleichen, Nonne im Kloster Ichtershausen (1526–1527)
B2. Graf Hektor I. von Gleichen, in Remda, Blankenhain und Schauenforst (1492), urkundlich 1477, († Ende 1548); ∞ () Lucia N.N., urkundlich 1549
C1. Graf Ernst XII. von Gleichen, urkundlich 1545 bis 1558, († vor 1563)
C2. Graf Hektor II. von Gleichen, in Schauenforst, urkundlich 1549, († zw. 1. Januar 1560 und 30. Juni 1561); ∞ () Burggräfin Sabine von Kirchberg, († nach 27. Oktober 1600 in Königsee), (∞ II: () Adam von Kittlitz-Eisenberg, († 19. Oktober 1608)), Tochter von Burggraf Siegmund I. von Kirchberg zu Farnroda (1501–1567) und Ludmilla Schenk von Tautenburg (–1560/1561)
D1. Graf Ludwig Siegmund von Gleichen, urkundlich 1561 bis 1573, (†† vor 16. März 1574)
C3. Graf Joachim von Gleichen, († 1542, erschlagen von Fritz von Brandenstein); ∞ () Gräfin Amalia von Mansfeld-Vorderort, Herrin zu Krakendorf (1546), urkundlich 9. Juni 1536 bis 5. Oktober 1554, (* um 1506; † nach 1557), (∞ I: () Heinrich XIII. „der Stille“ Reuß von Plauen, Herr zu Greiz, (* um 1464; † 8. Juni 1535 in Greiz), (∞ I: (vor 14. Februar 1506) Anna Dorothea von Colditz, urkundlich 14. Februar 1506, (* um 1484), Tochter von Thimo X. (XIII.) von Colditz (1458–1508) und Margareta von Wartenberg (1462–1521)), Sohn von Heinrich IX. „der Ältere“ Reuß, Herr zu Greiz (1410–1476) und Freiin Magdalene zu Schwarzenberg (1426–1485); ∞ III: () Graf Joachim Jakob von Gleichen, († 1544), Sohn von Graf Adolf III. (II.) von Gleichen (–1537/1538) und Margareta Schlick (–)), Tochter von Graf Ernst II. von Mansfeld-Vorderort (1479–1531) und Barbara von Querfurt (1485–1511)
C4. Gräfin Katharina von Gleichen, Kanonissin (1532), Dechantin (1548), Pröpstin im Stift Gernrode (1552)
C5. Gräfin Elisabeth von Gleichen, Dechantin im Stift Quedlinburg, († 26. Juni 1578); ∞ (vor 3. November 1556 in Quedlinburg) Graf Heinrich (X.) zu Stolberg-Wernigerode, (* (1./2.) Januar 1509 in Stolberg; † 12. November 1572 in Stolberg), Sohn von Graf Bodo (VIII.) zu Stolberg (1467–1538) und Gräfin Anna von Eppstein-Königstein-Rochefort (1481/1482–1538)
C6. Gräfin Magdalena von Gleichen, als Witwe Kanonissin im Stift Gernrode, (* 1523; † 10. August 1567 in Gernrode); ∞ (18. Februar 1552) Joachim von Maschau zu Chobrot, (▭ in Gernrode)
C7. Graf Gebhard von Gleichen, immatrikuliert an der Universität Jena (1561), urkundlich 1545, († nach 2. Juni 1562); ∞ (19. September 1561) Hedwig von Kittlitz († 21. Januar 1565; ▭ in Krakendorf)
B3. Graf Wolfgang von Gleichen, urkundlich 1492 bis 1499
B4. Graf Adolf III. (II.) von Gleichen, in Remda, Blankenhain und Krakendorf, († zw. 27. Juni 1537 und 3. November 1538); ∞ () Margareta Schlick, urkundlich als Witwe 1554 bis 1557
C1. Graf Joachim Jakob von Gleichen, († 1544); ∞ () Gräfin Amalia von Mansfeld-Vorderort, Herrin zu Krakendorf (1546), urkundlich 9. Juni 1536 bis 5. Oktober 1554, (* um 1506; † nach 1557), (∞ I: () Heinrich XIII. „der Stille“ Reuß von Plauen, Herr zu Greiz, (* um 1464; † 8. Juni 1535 in Greiz), (∞ I: (vor 14. Februar 1506) Anna Dorothea von Colditz, urkundlich 14. Februar 1506, (* um 1484), Tochter von Thimo X. (XIII.) von Colditz (1458–1508) und Margareta von Wartenberg (1462–1521)), Sohn von Heinrich IX. „der Ältere“ Reuß, Herr zu Greiz (1410–1476) und Freiin Magdalene zu Schwarzenberg (1426–1485); ∞ II: (nach 1537) Graf Joachim von Gleichen-Remda († vor 1544); Sohn von Graf Hektor I. von Gleichen-Remda (1492–1548)), Tochter von Graf Ernst II. von Mansfeld-Vorderort (1479–1531) und Barbara von Querfurt (1485–1511)
D1. Gräfin Barbara von Gleichen, (* 1543; ▭ 21. Januar 1565)
D2. Graf Adolf IV. von Gleichen, (†† ⚔ vor 27. Februar 1565); ∞ (19. September 1561) Barbara von Kittlitz (* (1543); † 21. Januar 1565)
E1. Gräfin Elisabeth von Gleichen, urkundlich 1565 bis 1570, († … in Krakendorf)
B5. Gräfin Anna von Gleichen, Nonne im Kloster Ichtershausen (1490)
A3. Gräfin Magdalena von Gleichen, († 2. Mai 1492 in Neuhaus); ∞ (1486) Heinrich IV. von Neuhaus, (* 13. April 1442; † 14./17. Januar 1507 in Neuhaus), (∞ I: () Elisabeth von Sternberg († vor 1484); ∞ II: (22. Januar 1485) Agnes von Cimburg († 1485); ∞ IV: (1. März 1493) Anna Katharina von Münsterberg (* 1471; † nach 13. April 1517), Tochter von Herzog Heinrich II. „der Jüngere“ von Münsterberg, Graf von Glatz, (1452–1492) und Katharina von Thüringen (1453–1509)), Sohn von Johann von Neuhaus auf Teltsch (1419–1451) und Katharina von Sternberg (–)

## Die Grafen von Gleichen in Blankenhain und Kranichfeld (erloschen 1627)
Graf Ludwig I. von Gleichen, Herr in Blankenhain (1416), Herr in Kranichfeld und Tannroda (1435/1436), Herr in Ehrenstein (1450), urkundlich 1415, (* um 1410; † 25. April 1467; ▭ im Peterskloster, Erfurt); ∞ I: (1442) Gräfin Ursula von Schwarzburg-Wachsenburg, Erbin von Ehrenstein, (* um 1410; † 1461), (∞ I: (um 1428) Graf Gebhard V. von Mansfeld (* um 1391; † 25. Juli 1438), Sohn von Graf Günther I. (II.) von Mansfeld ((1360)–1412) und Gräfin Elisabeth von Honstein zu Klettenberg (–nach 1412)), Tochter von Graf Günther XXXII. (XVIII.) von Schwarzburg-Wachsenburg (–1450) und Gräfin Mechthild von Henneberg-Schleusingen (–1425); ∞ II: (1457) Katharina von Waldenburg, (* um 1430; † 27. Juli 1494; ▭ in Blankenhain), (∞ I: () Friedrich von Biberstein, Herr zu Beeskow und Storkow, († 27. August 1448), Sohn von Johann von Biberstein (–1442) und N.N. von Colditz (–nach 1407)), Tochter von Heinrich IV. von Waldenburg (–nach 1435) und Constantia von Meißen (–nach 1423); Sie hatten folgende Nachkommen:
A1. [I] Graf Georg von Gleichen, Herr zu Blankenhain, Ehrenstein und Kranichfeld, urkundlich 1462, († nach 6. Dezember 1488)
A2. [II] Graf Karl I. von Gleichen, Herr in Kranichfeld (1467), Herr zu Tannroda (–1484), Herr in Blankenhain und Ehrenstein (1488), kursächsischer Rat (1495), (* um 1460; † 17. Mai 1495; ▭ St. Peter und Paul, Erfurt); ∞ (vor 28. Mai 1484 (Kontrakt 9. März 1491)) Gräfin Felicitas von Beichlingen (* um 1468; † nach 1498), (∞ II:. 1498 Ernst IV. von Hohnstein (* 1440; † 1508), Sohn von Graf Heinrich XI. „der Kühne“ von Honstein zu Klettenberg, Lohra, Lauterberg und Scharzfeld (1402–1454) und Gräfin Margarethe von Waldeck (1405–1467)), Tochter von Graf Johann II. von Beichlingen (1425–1485) und Margarethe von Mansfeld (1438–1468)
B1. Graf Christoph von Gleichen, († vor 1495; ▭ in Blankenhain)
B2. Graf Adolf von Gleichen, († vor 1495; ▭ in Blankenhain)
B3. Graf Wolfgang von Gleichen, in Blankenhain und Ehrenstein, herzoglich sächsischer Rat (1548), urkundlich 1497, († 28. Mai 1551; ▭ in der Barfüsserkirche, Saalfeld); ∞ (20. Januar 1502) Burggräfin Magdalena von Dohna, urkundlich 1530 bis 1551, (* um 1486; † vor 1552), Tochter von Burggraf Johann (Hans) „der Ältere“ von Dohna zu Auerbach (um 1460–1516) und Katharina Schenkin von Tautenburg (um 1464–)
C1. Gräfin Magdalena von Gleichen, Nonne im Kloster Stadtilm (1515), Äbtissin vom Kloster Paulinzella (1535)
C2. Gräfin Anna von Gleichen, Nonne im Kloster Stadtilm (1515), († 21. Juni 1548; ▭ in der St. Martini Kirche, Nienburg); ∞ (zw. 1519 und 21. Juli 1528) Graf Jobst II. von Hoya, lutherisch (1523), (* 1493, † 25. April 1545; ▭ in der St. Martini Kirche, Nienburg), Sohn von Graf Jobst I. von Hoya (1460–1507) und Ermengard zur Lippe (–nach 1524)
B4. Graf Ludwig II. von Gleichen in Kranichfeld, minorenn (1498–1501), (* um 1486 in Kranichfeld; † 29. April 1522; ▭ in Blankenhain); ∞ (1516 in Plauen) Magdalena Reuß von Plauen, urkundlich 14. Februar 1506, († 8. Dezember 1521; ▭ in Kranichfeld), Tochter von Heinrich XII., „der Mittlere“ Reuß von Plauen (um 1459–1539) und Gräfin Katharina von Gleichen-Remda (–nach 1509)
C1. Graf Ludwig III. von Gleichen, († 19. April 1586; ▭ in Blankenhain); ∞ (5. Juli 1541) Burggräfin Anna von Kirchberg, († 1597 in Blankenhain), Tochter von Burggraf Siegmund I. von Kirchberg zu Farnroda (1501–1567) und Ludmilla Schenk von Tautenburg († 1560/1561)
C2. Graf Karl II. von Gleichen, in Nieder-Kranichfeld (1554), in Blankenhain und Ehrenstein (1586), in Remda (1596), (* 1517; † 25. Dezember 1599; ▭ in Remda); ∞ I: (12. Februar 1548) Gräfin Walpurgis von Henneberg-Schleusingen (* 31. Oktober 1516; † 16. April 1570 in Kranichfeld), (∞ I: () Wolfgang von Hohenlohe-Schillingsfürst-Weikersheim (* vor 1509; † 24. Dezember 1545), Sohn von Graf Johann von Hohenlohe-Schillingsfürst-Weikersheim (vor 1490–1509) und Elisabeth von Leuchtenberg (–1516)), Tochter von Graf Wilhelm VI. von Henneberg-Schleusingen (1478–1559) und Markgräfin Anastasia von Brandenburg (1478–1534); ∞ II: (1571) Gräfin Felicitas von Hohenlohe-Waldenburg (* 1538; † 1. März 1601 in Weikersheim), Tochter von Graf Georg I. von Hohenlohe-Waldenburg (1488–1551) und Helena von Waldburg zu Wolfegg und Zeil (1514–1567)
D1. [I] Gräfin Katharina von Gleichen, (* 21. Dezember 1548 in Nieder-Kranichfeld; † 9. Februar 1601 in Remda; ▭ ebenda); ∞ (30. Januar 1570 in Kranichfeld) Graf Johann Albrecht von Mansfeld-Vorderort, Herr zu Arnstein (1563), am 13. September 1570 willigt er in die Sequestration der Grafschaft ein, Stifter der Arnsteinschen Linie (erloschen 1615), (* 5. Februar 1522 in Heldrungen; † 8. Juli 1586 in Eisleben; ▭ in der St. Andreas Kirche, Eisleben), (∞ I: (29. Oktober 1552 in Arnstadt) Gräfin Magdalene von Schwarzburg-Blankenburg (* 6. September 1530; † 7. September 1565 in Arnstein; ▭ in der St. Andreas Kirche, Eisleben), Tochter von Graf Günther XL. (XXII.) von Schwarzburg-Blankenburg (1499–1552) und Gräfin Elisabeth von Isenburg-Büdingen-Kelsterbach (1500–1572)), Sohn von Graf Ernst II. von Mansfeld-Vorderort (1479–1531) und Martin Luthers Leibärztin, die Gräfin Dorothea zu Solms-Lich (1493–1578)
D2. [I] Graf Wilhelm von Gleichen, († jung; ▭ in Kranichfeld)
D3. [I] Graf Wolrad von Gleichen, in Kranichfeld und Blankenhain (1599), in Ehrenstein (–1610), in Remda (1611), immatrikuliert an der Universität Jena (1573/1576), (* 4. März 1556; †† 8. März 1627; ▭ in Blankenhain); ∞ (27. November 1585) Gräfin Dorothea von Hanau-Münzenberg (* 4. Februar 1556; † 5. September 1638; ▭ in Hanau), (∞ I: (15. Juni 1571) Graf Anton von Ortenburg, Reichshofrat und designierter Landvogt in Heidenheim, (* 5. September 1550; † 23. Mai 1573), Sohn von Graf Joachim von Ortenburg (1530–1600) und Gräfin Ursula Fugger von Kirchberg zu Weißenhorn (1530–1570)), Tochter von Graf Philipp III. von Hanau-Münzenberg (1526–1561) und Pfalzgräfin Helena von Pfalz-Simmern (1532–1579)
→ Linie erloschen
E1. Gräfin Tochter von Gleichen, (* und ~ 3. März 1587 in Blankenhain; † vor 1623)
E2. Gräfin Tochter von Gleichen, (* und ~ 18. Februar 1588 in Blankenhain; † vor 1623)
E3. Gräfin Dorothea Susanna von Gleichen, Erbin von Blankenhain und Kranichfeld, († 1638); ∞ (vor 1. November 1619) Freiherr Georg von Mörsperg und Belfort († nach 17. Februar 1642), Sohn von Freiherr Hieronymus von Mörsperg, Herr zu Mörsperg, (–1641) und Maria zu Heydeck (1553–1626)
E4. Gräfin Anna Elisabeth von Gleichen, († jung; ▭ in Blankenhain)
E5. Graf Friedrich Wilhelm von Gleichen, († 1599)
D4. [I] Gräfin Magdalena von Gleichen, urkundlich 1572, († 3. November 1596 in Weikersheim; ▭ in der Kirche St. Gumbertus, Ansbach); ∞ (6. Oktober 1579 in Schleusingen) Freiherr Wilhelm von Heydeck, Herr zu Heydeck, Pfandherr zu Sulzbach, (* 26. Februar 1544; † 21. November 1588), (∞ I: () Freiin Magdalena von Bollweiler († 1575), Tochter von Nikolaus von Bollweiler, Freiherr von Bollweiler und im Weilerthal, (1525–1588) und Dorothea von Lichtenstein (–)), Sohn von Johann (Hans) V. von Heydeck, Herr zu Heydeck, (1500–1554) und Elisabeth von Rappoltstein (1523–1563)
D5. [I] Gräfin Anastasia von Gleichen, urkundlich 1572, Kanonissin (1589), Dechantin (1602), († 4. März 1610 im Stift Gandersheim; ▭ in der Stiftskirche Gandersheim)
D6. [I] Graf Ludwig von Gleichen, immatrikuliert an der Universität Jena (1563)
C3. Graf Christoph von Gleichen, († 1. August 1515; ▭ in Kranichfeld)
C4. Graf Wolfgang Siegmund von Gleichen, († 28. September 1554; ▭ in Blankenhain); ∞ (5. Mai 1551/1552) Gräfin Dorothea von Mansfeld-Mittelort († 1560; ▭ in Frauenprießnitz), (∞ I: (9. Mai 1535) Hans Schenk von Tautenburg († nach 16. August 1551), Sohn von Georg Schenk von Tautenburg (–1551) und Anna von Schleinitz (–); ∞ III: (April 1559) Burggraf Siegmund II. von Kirchberg († 31. Oktober 1570), (∞ II: () Gräfin Sibylle von Isenburg-Büdingen-Kelsterbach (* 1. Juni 1540; † 21. Mai 1608 in Farnroda), Tochter von Graf Anton von Isenburg-Kelsterbach (1526–1560) und Gräfin Elisabeth von Wied (1505–1542)), Sohn von Burggraf Siegmund I. von Kirchberg (–1567) und Ludmilla Schenk von Tautenburg (–1560)), Tochter von Graf Gebhard VII. von Mansfeld-Hinterort (1483–1558) und Gräfin Margarete von Gleichen-Blankenhain (–1567)
D1. Graf Gebhard II. von Gleichen, immatrikuliert an der Universität Jena (1561), (* 1552; †† 1575)
C5. Gräfin Tochter von Gleichen, urkundlich 1523
C6. Gräfin Tochter von Gleichen, urkundlich 1523
C7. Gräfin Katharina von Gleichen, Äbtissin vom Stift Vreden, Dechantin im Damenstift Essen (1534), Pröpstin im Stift Rellinghausen
B5. Graf Siegmund von Gleichen, minorenn (1501), († 22. Juli 1519; ▭ in Blankenhain)
B6. Graf Karl von Gleichen, († 14. Juni 1500; ▭ St. Peter und Paul, Erfurt)
B7. Gräfin Margarete von Gleichen, († 1. August 1567; ▭ in der Schlosskirche Seeburg); ∞ (1509/1510) Graf Gebhard VII. von Mansfeld-Hinterort, Herr zu Schloss Mansfeld-Mittelort an der Kirche; erhält bei der Erbteilung 1501 Seeburg, Mittelamt Mansfeld und Schlossamt Schraplau, lässt 1515–1518 Schloss Seeburg ausbauen, unterzeichnet 1530 die Confessio Augustana, Magdeburger Rat (1531), (* 1483; † 13. September 1558 auf Schloss Mansfeld; ▭ in der Schlosskirche Seeburg), Sohn von Graf Ernst I. von Mansfeld (1485–1486) und Gräfin Margareta von Mansfeld (1458–1531)
B8. Gräfin Agnes von Gleichen, († 19. April 1536; ▭ in der St. Andreas Kirche, Eisleben); ∞ (14. Juni 1503) Graf Günther III. (IV.) von Mansfeld-Vorderort, Ritter des Deutschen Ordens (1498), Herr zu Bornstedt (–1508), (* 24. März 1476; † 3. Juli 1526 auf Schloss Mansfeld; ▭ in der Schlosskirche, Mansfeld), Sohn von Albrecht III. (V.), Graf. 1477 und Herr zu Mansfeld, Herr zu Heldrungen, (um 1450–1484) und Susanna von Bickenbach (vor 1469–1530)
A3. [II] Gräfin Margareta von Gleichen, Nonne im Kloster (Stadt-)Ilm (1507)

## Die Grafen von Gleichen-Tonna (1494–1631)
Siegmund I. von Gleichen (1426), Herr in Tonna (1456), „der Ältere“ (1458), urkundlich 1431, (* 1421; † 8. März 1494 in Tonna; ▭ in der Peterskirche, Erfurt); ∞ I: (145(3)) Agnes von Querfurt († 1461; ▭ in der Peterskirche, Erfurt), Tochter von Protze I. (III.) (Broczo) von Querfurt (1370–1426) und Gräfin Agnes von Beichlingen (nach 1393–vor 1441); ∞ II: (1462) Gräfin Katharina von Schwarzburg-Blankenburg (* 2. Februar 1442; † 9. November 1484; ▭ in der Peterskirche, Erfurt), (∞ I: (5. November 1458 in Arnstadt) Graf Burchard VII. von Mansfeld (* um 1434; † 23. September 1460 in Arnstadt), Sohn von Graf Volrad I. (II.) von Mansfeld ((1380)–1450) und Gräfin Anna von Gleichen (–vor 1435) oder Margaretha von Schlesien-Glogau-Sagan ((1415/1425)–1491)), Tochter von Graf Heinrich XXVI. (XX.) von Schwarzburg-Blankenburg (1418–1488) und Elisabeth von Cleve (1420–1488); Sie hatten folgende Nachkommen:
A1. [I] Graf Ernst von Gleichen, urkundlich 1467
A2. [I] Graf Wilhelm „der Jüngere“ von Gleichen, urkundlich 1467
A3. [I] Graf Siegmund II. von Gleichen, in Gleichen und Tonna (1494), kurfürstlicher Pfleger zu Coburg (1484–1500), „der Jüngere“ (1489), „der Ältere“ (1516), urkundlich 1466, († 10. April 1525; ▭ in Gräfentonna); ∞ (22. Januar 1482, Kontrakt 1476) Gräfin Elisabeth von Isenburg-Büdingen, (* vor 23. Juni 1460; ▭ in Gräfentonna), Tochter von Graf Ludwig II. von Isenburg und Herr zu Büdingen, (1422–1511) und Gräfin Maria von Nassau-Wiesbaden-Idstein (1438–1480)
B1. Graf Philipp von Gleichen, Confessio Augustana, (* (1483); † 1549; ▭ in Gräfentonna); ∞. 1508 Gräfin Margarete von Schönburg (* 1487; † 1. Mai 1535; ▭ in Gräfentonna), Tochter von Herr Ernst I. von Schönburg-Waldenburg-Hartenstein-Lichtenstein und Glauchau (1456–1488) und Gräfin Anna von Rieneck (1461–1525)
C1. Graf Georg (II.) von Gleichen, Domherr zu Straßburg (1531–1549), Domherr zu Köln (1541–1549), resigniert (1549), in Gleichen und Tonna (1549), römisch-katholisch, (* 1509; † 24. September 1570; ▭ in Gräfentonna); ∞ I: (12. August 1550) Elisabeth von Plesse (* 28. Juni 1531; † 1556), Tochter von Dietrich IV., Edler Herr von Plesse (um 1499–1571) und Katharina Reuß von Plauen (1531–vor 1556); ∞ II: (20. Februar 1558 in Gräfentonna) Gräfin Walburg von Pyrmont und Spiegelberg, in Spiegelberg und Pyrmont (1557–1560), (* vor 1521 in Ohsen; † 22. Juli 1599 in Ohrdruf; ▭ in Gräfentonna), Tochter von Graf Friedrich VI. von Spiegelberg und Pyrmont (–1537) und Anna von Honstein zu Klettenberg (–1537)
D1. [I] Graf Wolfgang von Gleichen, († jung)
D2. [I] Graf Siegmund IV. von Gleichen, immatrikuliert an der Universität Jena (1569), in Gleichen und Tonna (1570), (* 31. Juli 1553; † 16. Mai 1578 in Arolsen; ▭ in Gräfentonna)
D3. [I] Gräfin Elisabeth von Gleichen, Confessio Augustana, (* 1554; † 19. Juli 1615 in Ronneburg; ▭ in Wandersleben); ∞ (9. November 1572) Graf Heinrich von Isenburg-Büdingen in Langen und Kelsterbach, Confessio Augustana, (* 13. September 1537; † 31. Mai 1601 in Ronneburg; ▭ in der Schlosskirche Meerholz), Sohn von Graf Anton von Isenburg-Kelsterbach (1526–1560) und Gräfin Elisabeth von Wied (nach 1505–1542)
D4. [I] Gräfin Margareta von Gleichen, (* 28. Mai 1556; † 14. Januar 1619 in Farnroda; ▭ in der Schlosskirche Farnroda); ∞ I: (20. Mai 1582 in Gräfentonna) Graf Günther von Waldeck-Wildungen (* 29. Juni 1557 auf Schloss Friedrichstein in Alt-Wildungen; † 23. Mai 1585 ebenda; ▭ in Niederwildungen), (∞ I: (15. Dezember 1578) Margarethe von Waldeck-Landau (* 1559; † 20. Oktober 1580), Tochter von Johann I. von Waldeck-Landau (1521/1522–1567) und Anna zur Lippe (1529–1590)), Sohn von Samuel von Waldeck-Wildungen (1528–1570) und Anna Maria von Schwarzburg-Blankenburg (1538–1583); ∞ II: (9. November 1600 in Ronneburg) Burggraf Georg Ludwig II. von Kirchberg, Graf zu Sayn-Hachenburg (* 10. Januar 1569 in Farnroda; † 3. November 1641 ebenda; ▭ ebenda), (∞ II: (18. März 1620 in Gera) Dorothea Magdalene Reuß zu Gera (* 25. Februar 1595 in Gera; † 29. Oktober 1646 in Farnroda; ▭ ebenda), Tochter von Heinrich II. „Posthumus“ Reuß von Plauen (1572–1635) und Gräfin Magdalene von Hohenlohe-Weikersheim (1572–1596)), Sohn von Burggraf Siegmund II. von Kirchberg (1531–1570) und Gräfin Sibylle von Isenburg-Büdingen-Kelsterbach (1540–1608)
D5. [II] Graf Philipp Ernst von Gleichen, in Spiegelberg und Pyrmont (1576), in Tonna, Blankenhain und Gleichen (1578), in Ehrenstein (1610), (* 4. Oktober 1561; † 18. November 1619; ▭ 1620 in Ohrdruf); ∞ (8. Februar 1587, Kontrakt 7. März 1587 in Langenburg) Gräfin Anna Agnes von Hohenlohe-Weikersheim, (* 2. September 1568 in Neuenstein; † 8. September 1616 in Gräfentonna; ▭ in Ohrdruf), Tochter von Graf Wolfgang von Hohenlohe-Weikersheim, Neuenstein und Langenburg (1546–1610) und Magdalene von Nassau-Dillenburg (1547–1633)
D6. [II] Graf Johann Ludwig von Gleichen, in Spiegelberg und Pyrmont (1619–1625), in Tonna, Blankenhain und Gleichen (1619), in Remda (1627), (* 1565; †† 15. Januar 1631 in Ohrdruf; ▭ in Gräfentonna); ∞ (10. März 1606) Gräfin Erdmuthe Juliane von Hohnstein (* 11. Mai 1587; †† 28. Juli 1633 in Ohrdruf), Tochter von Graf Ernst VII. von Hohnstein (1562–1593) und Gräfin Juliane von Barby (1562–1590)
→ Familie erloschen (Ultimus Famillae)
D7. [II] Graf Georg von Gleichen, immatrikuliert an der Universität Jena (1584), (* 1566; † 5. Oktober 1599 in Arnheim; ▭ in Gräfentonna)
C2. Graf Christoph von Gleichen, römisch-katholisch, Domherr zu Köln (vor 1520), Domherr zu Speyer (1520–1548), Domherr zu Straßburg (1530–1548), Chorbischof (1541), Kanoniker von St. Gereon zu Köln (1547), († 18. August 1548 in Straßburg)
C3. Gräfin Margarete von Gleichen, († 23. September 1574 in Gräfentonna; ▭ ebenda); ∞ (12. Februar 1548) Edler Herr Johann Gans zu Putlitz († 1558), Sohn von Edler Herr Johann Gans zu Putlitz ((1430)–1518) und Maria von Jagow (–)
C4. Gräfin Dorothea von Gleichen, († 19. Februar 1575 in Gräfentonna; ▭ ebenda)
C5. Gräfin Katharina von Gleichen, († nach 1583); ∞ (18. Januar 1548) Heinrich (IV.) „der Jüngere“ Schlick Graf zu Passaun und Weißkirchen, Herr zu Schlackenwerth, († nach 1563), Sohn von Heinrich (III.) „der Ältere“ Schlick Graf zu Passaun und Weißkirchen (–1527/1528) und Hippolyta von Hohenlohe-Weikersheim (vor 1509–nach 1524)
C6. Gräfin Maria von Gleichen, urkundlich 1553
C7. Gräfin Martha von Gleichen, urkundlich 1579
B2. Gräfin Agnes von Gleichen, († 20. Januar 1519; ▭ in Lohr); ∞ (27. April 1498) Graf Reinhard von Rieneck (* September 1463 auf Burg Rieneck; † 17. Dezember 1518; ▭ in Lohr), Sohn von Graf Philipp II. von Rieneck (1427/1429–1497) und Margareta von Eppenstein (–1463)
B3. Graf Ernst (XV./XIV.) von Gleichen, Confessio Augustana, (* 1486; † 18. März 1563; ▭ in Gräfentonna)
B4. Graf Siegmund III. von Gleichen, „der Jüngere“ (1512), Confessio Augustana, (* 1488; † 16. Juni 1555; ▭ in Gräfentonna)
B5. Graf Johann III. von Gleichen, minorenn (1516), Confessio Augustana, (* 1500; † 31. Juli 1542 am Blankenstein; ▭ in Gräfentonna); ∞ () Anna von Goldacker
C1. Graf Christian von Gleichen, Kanoniker vom Stift St. Alban vor Mainz, Kanoniker von St. Peter und Alexander zu Aschaffenburg (1536–1551), Domherr (1540), Propst von St. Johann Baptista (1549–1551), Domkustos zu Mainz (1550), († 13. November 1551)
C2. Graf Albrecht von Gleichen, urkundlich 1566
B6. Gräfin Anna von Gleichen, urkundlich 1533 bis 1554, († nach 1554); ∞ I: ((9. August) 1526) Hans „der Ältere“ Schenk von Tautenburg, herzoglich sächsischer Rat, († nach 14. März 1529), Sohn von …; ∞ II: (6. Mai 1533) Graf Johann II. von Gleichen, in Remda, (* um 1504; † 16. Juli 1545; ▭ in Remda), (∞ I: () Hedwig von Gera, urkundlich 24. Oktober 1510, (* 1502; † 1531 in Gera; ▭ in der Johanniskirche ebenda), Tochter von Heinrich XIV., „der Ältere“ von Gera (1471–1538) und Magdalena von Minitz auf Lischkow in Böhmen (1469/1474–1510/1515)), Sohn von Graf Ernst XI. (XIII./XIV.) von Gleichen, in Remda und Blankenhain (–1504) und Margarethe Schenkin von Tautenburg (um 1475–1523)
B7. Gräfin Katharina von Gleichen, († nach 1551); ∞ (15. November 1529) Hieronymus Schlick Graf zu Passaun und Weißkirchen, Burggraf von Eger, (* 1494; † 1550), Sohn von Kaspar (II.) Schlick Graf zu Passaun und Weißkirchen (vor 1437–vor 1516) und Elisabeth von Guttenstein (–)
B8. Gräfin Dorothea von Gleichen; ∞ (22. September 1528) Hintze (Hinko) Pflug von Rabenstein, Herr zu Königswart, († 1531)
B9. Gräfin Margareta von Gleichen, Nonne im Kloster Döllstädt testiert 1565, römisch-katholisch, († 30. März 1572; ▭ in Döllstädt)
A4. [I] Gräfin Margarethe von Gleichen, († 24. Oktober 1518 in Coppenbrügge, verunglückt); ∞ (1480) Graf Johann (III.) von Hohnstein, minorenn (minderjährig) bis 1460 (Vormundschaftliche Regierung durch: Otto von Wernroda, Apel von Wechsungen und Kurt von Brück), Herr in Lohra (1454), Herr zu Klettenberg (1482), Herr in Heldrungen (1483), Provisor des Eichsfeldes, (* um 1445; † vor 14. Juni 1492), (∞ I: (nach 1450) Anna von Querfurt, Tochter von Protze III. von Querfurt (1370–1426) und Agnes von Beichlingen (–1441), Sohn von Graf Ernst II. (III.) von Honstein zu Klettenberg (–1454) und Gräfin Adelheid von Oldenburg (Schwester des Königs von Dänemark) ((1425)–1492)
A5. [I] Graf Philipp von Gleichen, urkundlich 13. November 1513